# 237 هـ
237 هـ هي سنة في التقويم الهجري امتدت مقابلةً في التقويم الميلادي بين سنتي 851 و852.

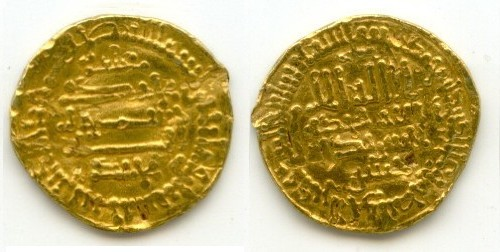
دينار أغلبي في عهد أبو الغرانيق محمد بن أحمد

## أحداث
- معركة البيضاء (851)

## مواليد
- أبو الغرانيق محمد بن أحمد
- إبراهيم بن أحمد بن محمد بن الأغلب

## وفيات
- عامر بن معاوية اللخمي
- عبد الأعلى بن حماد النرسي
- حاتم الأصم